# Kabuscorp SC
Kabuscorp SC eller Kabuscorp Sport Club do Palanca är en angolsk fotbollsklubb, med säte i huvudstaden, Luanda. 

## Historia
Klubben grundades 1994, och dess nuvarande ordförande är Bento dos Santos Kangamba. Klubben spelar sina hemmamatcher på stadion Estádio da Cidadela, i Luanda. Klubbens trupp består till allra största delen av spelare från Angola och Kongo.

## Meriter
- Girabola: 
Mästare (1): 2013.[1]
Silver (2): 2011 och 2014
- Supercupen
Supercup: (1): 2014[2]

## Placering tidigare säsonger
| Säsong  | Nivå | Liga      | Placering | Referens | Notering                 |
| ------- | ---- | --------- | --------- | -------- | ------------------------ |
| 2008    | 1    | Girabola  | 10        | [ 3 ]    |                          |
| 2009    | 1    | Girabola  | 12        | [ 4 ]    |                          |
| 2010    | 1    | Girabola  | 8         | [ 5 ]    |                          |
| 2011    | 1    | Girabola  | 2         | [ 6 ]    |                          |
| 2012    | 1    | Girabola  | 4         | [ 7 ]    |                          |
| 2013    | 1    | Girabola  | 1         | [ 8 ]    | 🏆 Girabola: Mästare     |
| 2014    | 1    | Girabola  | 2         | [ 9 ]    | 🏆 Supercup: vinnare     |
| 2015    | 1    | Girabola  | 4         | [ 10 ]   |                          |
| 2016    | 1    | Girabola  | 5         | [ 11 ]   |                          |
| 2017    | 1    | Girabola  | 4         | [ 12 ]   |                          |
| 2018    | 1    | Girabola  | 9         | [ 13 ]   |                          |
| 2018/19 | 1    | Girabola  | 4         | [ 14 ]   |                          |
| 2019/20 | x    | x         | x         | [ 15 ]   | Pandemin                 |
| 2020/21 | 2    | Segundona | 1         | [ 16 ]   | Uppflyttad till Girabola |
| 2021/22 | 1    | Girabola  | 14        | [ 17 ]   |                          |

## Kända spelare
Den brasilianske storspelaren Rivaldo, utsedd till världens bästa fotbollsspelare av FIFA 1999, tecknade kontrakt och spelade för klubben januari-november 2012.

## Tränare
- Romeu Filemón, (2017)
- Sérgio Traguil, (2018)
- Paulo Torres, (sedan september 2018)[19]

## Färger
Kabuscorp SC spelar i röd trikåer, bortastället är vit.
| KABUSCORP | KABUSCORP |

### Trikåer
Hemmakit
| Hemmakit | Hemmakit | Hemmakit | Hemmakit |